# 南美洲各國最低合法性交年齡

南美洲各國最低年齡圖
– 13
– 14
– 15
– 16

南美洲各司法權管轄區訂有不同的最低合法性交年齡規定。具體的性行為方式或是性別也受到法律管制。所謂的最低合法性交年齡為個人超過這個年齡後可以自由地與他人進行性行為。南美洲唯一禁止同性性行為的國家為蓋亞那。
底下依照南美洲國家和地區列表列出南美洲各司法管轄權訂定的最低合法性交年齡。

## 大要
在南美洲，多國有不同的保護未成年人的性交法律。當個人達到法律限制的年齡以上後，便可以自由地在合法範圍內與他人性交。與未滿這個年齡的人性交會被視為性虐待。各國的法律狀況與限制在以下的介紹中呈現。

## 阿根廷
阿根廷的完全不受限制的性交年齡為18歲，而受限制為的最低年齡為13歲，不分性別或是性傾向。
在阿根廷，與未滿13歲的個人性交是絕對違法的，與13-18歲之間的個人性交則牽涉到不同的法律。但是這些法律並沒有明確地規定是否違法，但在某些情況下仍然可以起訴(例如利用未成年人進行性交易等)。
阿根廷法律限制與13到16歲的青少年進行性行為(阿根廷刑法，120條 Argentine Penal Code, Article 120)（页面存档备份，存于）。不過只能在未成年人的父母或是監護人的要求下起訴。 (Argentine Penal Code Article 72)（页面存档备份，存于） (不過如果該未成年人沒有監護人等，國家仍然會幫忙起訴)。
阿根廷另一條法律則禁止利用未滿18歲的未成年人進行性交易(Argentine Penal Code Article 125 - in Spanish)（页面存档备份，存于）.
125條原文:
ARTICULO 125. - El que promoviere o facilitare la corrupción de menores de dieciocho años, aunque mediare el consentimiento de la víctima será reprimido con reclusión o prisión de tres a diez años.
大略翻譯為：任何任意圖利用未滿18歲的人性交得利，將被處以3到10年有期徒刑。

## 玻利維亞
玻利維亞的最低合法性交年齡為14歲，這是依據玻利維亞刑法(Article 308 Bis,  Violación Infantes, Niña, Niño y Adolescentes)，性侵未滿14歲兒童，將判處三年以下徒刑。 (así no haya uso de la fuerza o intimidación y se alegue consentimiento)

## 巴西
巴西的最低合法性交年齡為14歲，無論性別或是性傾向。有司法判例為類似羅密歐與茱麗葉條款，允許12歲或13歲的青少年與5歲以內的對象性交，不過尚未法律化。而真正沒有任何限制的性交年齡為18歲。
根據巴西刑法，滿18歲的成年人與未滿14歲的未成年人性交，等同強姦罪。巴西刑法217-A規定(參照 text here 葡萄牙語) 以強姦他人的罪名，處以8到15年的有期徒刑。
法律也禁止未成年人(未滿18歲)賣淫，根據巴西刑法 Code of Minors（页面存档备份，存于） (Article 244-A)，以及 Penal Code, Articles 218-B, 227, 230, 231 以及 231-A 各條法規限定。刑法亦對同性戀或異性戀有視一同。
在滿18歲的情況下可以合法賣淫，這是根據法律Federal Constitution（页面存档备份，存于）, Article 228 規定。

## 智利
智利的完全不受限制的性交年齡為18歲，而受限制為的最低年齡為14歲。14歲與18歲之間另外有規定限制(Art. 362 Chilean Penal Code)。 雖然在362條中並沒有明確說明，不過365條中明確的指出未滿18歲禁止同性間的性交。
另外在智利的刑法中設立了「誘姦罪」(estupro)。該條款確立禁止與14歲以上未滿18歲的青少年性交。
針對刑法361到365條的罪名必須由父母或是監護人提起告訴。如果當事人並沒有任何監護人，政府部門會代為起訴。

## 哥倫比亞
根據哥倫比亞的刑法(599條)，以及2008年修正的條款，最低合法性交年齡為14歲，無論性別或是性傾向。

## 厄瓜多
2014年厄瓜多新修正了刑法，最低合法性交年齡為14歲，無論性別或是性傾向。不過，與14~18歲之間的青少年性交，在特定情況下(使用欺騙等方式)仍然會遭到起訴。
亦違反「兒童與少年法」(Childhood and Adolescence Code) 的第68條。
與未滿14歲的兒童性交將被視為強姦罪。
而2003年制訂的「兒童與少年法」 Childhood and Adolescence Code  68條則增加了性侵罪的定義，包括使用暴力、遊說、威脅、欺騙等方式與未成年者性交。

## 福克蘭群島 (英屬)
福克蘭群島從2006年開始，最低合法性交年齡為16歲，無論性別或性傾向。

## 法屬圭亞那
參見歐洲各國同意年齡有關法國的規定。

## 蓋亞那
蓋亞那的最低合法性交年齡為16歲。
2005年10月31日，蓋亞那的立法單位通過將最低合法性交年齡從13歲提高到16歲。
但是蓋亞那從1860年開始實行「性悖軌法」(buggery laws)，針對男同性戀之間亦圖雞姦或相互猥褻的行為處以10年徒刑，而雞姦完成者則處以終身監禁。對於女同性戀之間的性行為並沒有任何規定。

## 巴拉圭
巴拉圭的異性戀最低合法性交年齡為14歲，同性戀則是16歲。
.
根據巴拉圭刑法 135 條Paraguayan Penal Code（页面存档备份，存于），禁止與未滿14歲兒童性交。違反者處以三年以下徒刑。
根據巴拉圭刑法 138 條，也被稱之為「與未成年者進行同性性行為」(Homosexual acts with minors)，上面指出「任何人與14歲到未滿16歲之間的個人進行同性性行為，將被處理兩年以下徒刑以及罰金。」(參見, click link in "texto completo").

## 秘魯
秘魯的最低合法性交年齡近幾年更改多次，並且一直受到政治上的辯論， 但目前修訂為14歲，無論性別或性傾向。 根據祕魯刑法173條到176條的規定，禁止與未滿14歲的兒童性交，與14歲到18歲的青少年性交雖不違法，但是禁止使用詐術或是暴力威脅等方式。(刑法175條)

## 南喬治亞與南三明治群島 (英屬)
從2006年開始南喬治亞與南三明治群島的最低合法性交年齡為「16」歲。無論性別或性傾向。

## 蘇利南
蘇利南的異性戀最低合法性交年齡為16歲。 同性戀的最低合法性交年齡為18歲。
參見:
- 各地LGBT權利中蘇利南的規定

## 烏拉圭
烏拉圭的最低合法性交年齡為15歲，無論性別或是性傾向。

## 委內瑞拉
委內瑞拉的最低合法性交年齡為16歲，無論性別或是性傾向。根據刑法379條，與12~16歲的兒童性交將會受罰。(Artículo 379 del Código Penal Venezolano)

## 相關法律
- http://www.unifr.ch/ddp1/derechopenal/?menu=legislacion（页面存档备份，存于） - This address shows a list organized by the University of Fribourg in Switzerland, presenting links to the Penal Codes and criminal legislation of 32 countries, mostly Latin American and European countries. The list comprises all South American countries, except for Guyana and Suriname.